# 23 saker de inte vill att du ska veta om kapitalism
23 saker de inte vill att du ska veta om kapitalism (2010) är en fackbok av ekonomen Ha-Joon Chang, där han genom 23 punkter kritiserar den nyliberala kapitalismen.

## Sammanfattning
Chang skrev 23 saker de inte vill att du ska veta om kapitalism i efterdyningarna av finanskrisen 2008 som han hävdar exemplifierar hans kritik av globalisering och frihandel.
Bokens kritik sträcker sig från vanligare påståenden som att "företag inte ska drivas i ägarnas intresse" till mindre vanliga argument som att "tvättmaskinen har förändrat världen mer än internet".
Efter att ha presenterat de 23 punkterna, avslutar Chang med ett avsnitt som heter "Hur man bygger upp världsekonomin igen". Han förespråkar en form av kapitalism där staten har större kontroll över ekonomin och försiktighet mot den nyliberala versionen av kapitalismen med minimal regeringsinblandning som han hävdar orsakade finanskrisen 2008.

## Motttagande
John Gray från The Guardian skrev i sin recension att Changs bok "mästerligt avslöjade kapitalismens myter".
Sean O'Grady från The Independent hävdar att 23 saker de inte berättar om kapitalism är ett bevis på förmågan hos ekonomiskt fattigare nationer att bli mäktigare med tiden. James Crabtree skriver i Financial Times och beskriver Changs argument som allt från "konventionella vänsteranspråk" till "kontraintuitiva sådana" och belyser det nära sambandet mellan motbevisningen och kritiken efter finanskrisen 2008.
James Hannam, som skrev i Huffington Post, återbesökte boken tre år efter dess publicering och kommenterade att många av aspekterna som Chang attackerar är "halmdockor", som påståendet att vi inte har en fri marknad på grund av begränsningen av slaveri, vilket Hannam anser vara en felaktig framställning av kapitalismen eftersom väldigt få kapitalister argumenterar för en helt fri marknad. Hannam sammanfattar att den mest värdefulla aspekten av boken är dess "insikt om hur vänsterekonomer försöker acceptera socialismens misslyckande".
I Business Insider skriver Hannah Kim och Gregory White att även om Chang kritiserar kapitalismens brister, anser han att en reglerad version fortfarande är det bästa ekonomiska systemet.